# Konstantin Garbuz
Bản mẫu:Eastern Slavic name
Konstantin Gennadyevich Garbuz (tiếng Nga: Константин Геннадьевич Гарбуз; sinh ngày 19 tháng 2 năm 1988) là một cầu thủ bóng đá người Nga. Anh thi đấu cho FC Yenisey Krasnoyarsk.

## Sự nghiệp câu lạc bộ
Anh có màn ra mắt tại Giải bóng đá ngoại hạng Nga năm 2006 cho F.K. Rostov.